# Самтредо
Самтредо (груз. სამტრედო, азерб. Cəfərli) — село Болнисского муниципалитета, края Квемо-Картли республики Грузия с 97 %-ным азербайджанским населением. Находится в юго-восточной части Грузии, на территории исторической области Борчалы.

## История
В 1990—1991 годах, в результате изменения руководством Грузии исторических топонимов населенных пунктов этнических меньшинств в регионе, название села Джафарли («азерб. Cəfərli») было изменено на его нынешнее название — Самтредо.

## География
Село находится на правом берегу реки Машавера, в 7 км от районного центра Болниси, на высоте 430 метров от уровня моря.
Граничит с городом Болниси, селами Мцкнети, Чапала, Рачисубани, Саванети, Мухрана, Хидискури, Ванати, Хатиссопели и Талавери Болнисского Муниципалитета.

## Население
По данным Государственного статистического комитета Грузии, согласно официальной переписи 2002 года, численность населения села Самтредо составляет 541 человек и на 97 % состоит из азербайджанцев.

## Экономика
Население в основном занимается овцеводством, скотоводством и овощеводством.

## Достопримечательности
- Средняя школа - построена в 1949 году. В 2010 году капитально отремонтирована Фондом Гейдара Алиева, в рамках программы «Поддержка образования».[6][9][10]
- Средняя школа - в 2011 году Фондом Гейдара Алиева в селе Самтредо была построена и сдана в эксплуатацию полностью оборудованная мебелью и техникой новая средняя школа. На церемонии открытия школы присутствовали представители Фонда Гейдара Алиева, посольства Азербайджана в Грузии, а также заместитель губернатора края Квемо-Картли Гусейн Юсифов.[11]
- Дом культуры

## Известные уроженцы
- Самая Ахмедова - профессор[6][12]
- Гасанов Гасан Насиб оглы - деятель культуры, директор Дома Культуры села Самтредо (Джафарлы) в 1986-1988 годах.[13]